# 查爾斯·溫特沃思·阿珀姆
查爾斯·溫特沃思·阿珀姆（1802年5月4日—1875年6月15日）是美國政治家與歷史學家，曾任美國眾議員、麻薩諸塞州參議院議長、麻薩諸塞州塞勒姆第七屆市長，也曾兩度擔任麻薩諸塞州眾議員。同為美國眾議員的喬治·B·阿珀姆與賈貝茲·阿珀姆是他的堂兄弟。阿珀姆也致力於1692年的塞勒姆審巫案歷史研究。

## 生平
查爾斯·溫特沃思·阿珀姆於1802年5月4日出生於英屬加拿大新不倫瑞克殖民地的聖約翰，他的父親是新不倫瑞克最高法院法官約書亞·阿珀姆上校（Col. Joshua Upham；1741年－1808年），母親瑪麗·錢德勒（Mary Chandler）是上校的第二任妻子。
1821年，他進入哈佛大學就讀，在校期間曾是坡斯廉俱樂部的成員。阿珀姆與思想家拉爾夫·沃爾多·愛默生在大學時期曾是同班同學與朋友，但他後來卻成為了愛默生等人所提出的超驗主義的反對者。他曾設計讓納撒尼爾·霍桑丟掉海關大樓的工作，也曾安排將瓊斯·維里送進精神病院麥克林醫院。參議員查爾斯·薩姆納曾如此評論阿珀姆：「那個圓滑、笑容滿面又油膩的天選之人」（that smooth, smiling, oily man of God）。
1826年3月29日，阿珀姆與牧師阿比爾·霍姆斯的女兒安·蘇珊·霍姆斯（Ann Susan Holmes）成婚，後來成名的美國詩人兼醫學家老奧利弗·溫德爾·霍姆斯是他的小舅子。阿珀姆夫婦定居於麻薩諸塞州塞勒姆，夫妻倆共生下15個兒女，但只有4個活到成年：小查爾斯·溫特沃思·阿珀姆（Charles Wentworth Upham Jr.；1830年－1860/1861年）、威廉·費尼爾司·阿珀姆（William Phineas Upham；1836年－1905年）、莎拉·溫德爾·阿珀姆（Sarah Wendell Upham；1839年－1864/65年）與奧利弗·溫德爾·霍姆斯·阿珀姆（ Oliver Wendell Holmes Upham；1843年－1905年）。
1858年，阿珀姆被選為美國古文物學會成員。1875年6月15日，阿珀姆於麻薩諸塞州塞勒姆逝世。

## 著作
- 《Life, Explorations, and Public Services of John Charles Fremont》.  Ticknor and Fields, Boston, MA.  1856
- 《Salem Witchcraft with an account of Salem Village and a history of opinions on Witchcraft and Kindred Subjects》. Frederick Unger, New York, 1978（再版）, 2 vv.
- 《Salem Witchcraft and Cotton Mather A Reply》. Morrisania, N.Y. 1869.  Public Domain. Project Gutenberg free eBook.
- 《Lectures on Witchcraft Comprising a History of the Delusion in Salem in 1692 (1831)》 Kessinger Publishing（再版）, 2003. ISBN 978-0-7661-8088-8
- 《A Discourse Delivered on the Sabbath After the Decease of the Hon. Timothy Pickering》. Kessinger Publishing, United States, 2010（再版）. ISBN 978-1-163-74927-2
- 《Eulogy on the Life and Character of Zachary Taylor》.  BiblioLife, LLC, USA（再版）, 2009. ISBN 978-1-117-40148-5
- 《Memoir of Francis Peabody, President of the Essex Institute》. Pranava Books, 2008（再版，源自1868年新編版）
- 《Letters on the Logos (1828)》 Kessinger Publishing, 2003（再版）. ISBN 978-0-7661-4679-2
- 《Life of Sir Henry Vane, Fourth Governor of Massachusetts in the Library of American Biography, conducted by Jared Sparks Vol IV.》

## 外部連結
- Charles Wentworth Upham的作品  - 古騰堡計劃
- Charles Wentworth Upham  - 古滕堡分布式校对（加拿大）
- 互联网档案馆中查爾斯·溫特沃思·阿珀姆的作品或与之相关的作品
- Charles W. Upham at InfoPlease （页面存档备份，存于）
- 查爾斯·溫特沃思·阿珀姆－美國國會國家人物傳記大辭典